# Abe Akie

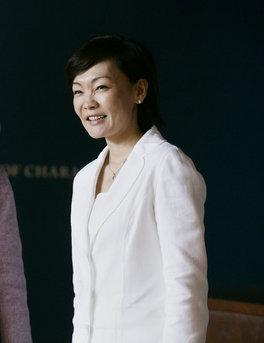
A japán First Lady.

Abe Akie (japánul 安倍 昭恵 Abe Akie), lánykori nevén Macudzaki Akie (japánul 松崎 昭恵 Matsuzaki Akie) (Tokió, 1962. június 10. –) Japán volt miniszterelnökének, Abe Sinzónak az özvegye, és az ország első asszonya 2006 és 2007 között. 5 éve ő volt az első First Lady a távol-keleti államban, mivel az előző miniszterelnök, Koidzumi Dzsunicsiró nem volt házas.